# Trothisa
Trothisa là một chi bướm đêm thuộc họ Erebidae.